# Ga Yeokchon
Ga Yeokchon là ga đường sát trên Tuyến 6 của Tàu điện ngầm Seoul. Nhà ga này là một phần của tuyến một hướng của tuyến 6 còn được biết đến là vòng Eungam.

## Bố trí ga
| ↑ Bulgwang |
| Vòng tròn  |
| ↑ Eungam   |

| Vòng tròn | ● Tuyến 6 | Hướng đi Bulgwang · Eungam · Digital Media City · Công viên Hyochang · Sinnae → |

## Lối thoát
- Lối thoát 3: Văn phòng quận Eunpyeong
- Lối thoát 4: Bưu điện unpyeong